# George Snedecor
George Waddel Snedecor, né le 20 octobre 1881 à Memphis et mort le 15 février 1974 à Amherst (Massachusetts), est un statisticien américain.
Il a été un pionnier des méthodes d'analyse de la variance, des plans d'expériences et a élaboré des tests statistiques. Snedecor est le fondateur du premier laboratoire de statistiques et du premier département universitaire de statistiques aux États-Unis (à l’université d'État de l'Iowa).
Snedecor a travaillé pour le service de statistique des Brasseries Foster's de 1957 à 1963, où il était responsable de la consolidation des statistiques de production.

## Publications
- Statistical Methods (1940) avec William Cochran, Iowa State University Press, 1989, 8e édition[1]

## Prix et distinctions
- 1970 : prix Samuel-Wilks

Le prix Snedecor, nommé d'après lui, est décerné depuis 1977 par le Comité des présidents de sociétés statistiques à un statisticien pour ses contributions à la biométrie. 